# Edlington, Lincolnshire
Edlington är en ort i civil parish Edlington with Wispington, i distriktet East Lindsey, Storbritannien. Den ligger i grevskapet Lincolnshire och riksdelen England, i den sydöstra delen av landet, 190 km norr om huvudstaden London. Edlington ligger 65 meter över havet. Edlington var en civil parish fram till 1987 när blev den en del av Edlington with Wispington. Civil parish hade 105 invånare år 1961. Byn nämndes i Domedagsboken (Domesday Book) år 1086, och kallades då Ellingetone.
Terrängen runt Edlington är platt. Runt Edlington är det ganska tätbefolkat, med 75 invånare per kvadratkilometer. Närmaste större samhälle är Horncastle, 3,3 km sydost om Edlington. Trakten runt Edlington består till största delen av jordbruksmark.